# Reserva Las Lancitas
La Reserva natural provincial Las Lancitas es un área protegida ubicada en cercanías de la localidad de Palma Sola en el departamento Santa Bárbara, en el sudeste de la provincia de Jujuy en la región norte de Argentina.

## Creación y objetivos
Fue creada a fines del año 2002 mediante la ley provincial Ley Prov. n.º 5347, afectando una superficie de 9536 ha, aproximadamente en torno a la posición 24°04′03″S 64°22′09″O / -24.06750, -64.36917.

Sus objetivos son la preservación de las selva de yungas, su diversidad biológica y genética, la cuenca hídrica y la integridad de la zona, en cuanto a sus valores paisajísticos y naturales en general.

## Flora y fauna
La cobertura vegetal del área presenta diferenciaciones dadas por la diferencia de altura. En los sectores más bajos dominan los cebiles (Anadenanthera colubrina), pacaráes (Enterolobium contortisiliquum), carnavalitos (Senna spectabilis) y lanzas (Patagonula americana). En las zonas de transición entre la yunga y el bosque chaqueño se encuentran ejemplares de quebracho colorado (Schinopsis lorentzii) y blanco (Schinopsis marginata), alternados con laureles (Cinnamomum porphyrium) y horcomolles (Blepharocalyx salicifolius). En los niveles más altos, hacia las cumbres de los cerros dominan los pinos (Podocarpus parlatorei).
Las particulares características de bosque de yungas de pedemonte resultan el hábitat adecuado para el loro hablador (Amazona aestiva), especie que está presente en la zona a lo largo de todo el año. Otras especies raras o amenazadas presentes en la zona son los cóndores andinos (Vultur gryphus), loros aliseros (Amazona tucumana) y vencejos parduzcos (Cypseloides rothschildi).

Otras aves presentes en la reserva son las pavas de monte (Penelope obscura), los tucanes grandes (Ramphastos toco), los carpinteros lomo blanco (Campephilus leucopogon), los loros maitaca (Pionus maximiliani) y los calancate cara roja (Psittacara mitratus), además de gran variedad de pájaros cantores.
Los mamíferos de la reserva incluyen antas (Tapirus terrestris), pecaríes de collar (Pecari tajacu) y labiados (Tayassu pecari), corzuelas pardas (Mazama gouazoubira) y coloradas (Mazama americana), coatíes de cola anillada (Nasua nasua) y mapaches o mayuatos (Procyon cancrivorus), entre otros.
Las condiciones climáticas hacen posible la presencia de varios tipos de mariposas, entre ellas las llamadas dama cuatro ojos (Vanessa carye), alas sangrantes (Biblis hyperia) y polilla bruja (Ascalapha odorata), entre otras.